# Cantone di Grésy-sur-Isère
Il Cantone di Grésy-sur-Isère era una divisione amministrativa dell'arrondissement di Albertville.
È stato soppresso a seguito della riforma complessiva dei cantoni del 2014, che è entrata in vigore con le elezioni dipartimentali del 2015.
Comprendeva i comuni di:
- Bonvillard
- Cléry
- Frontenex
- Grésy-sur-Isère
- Montailleur
- Notre-Dame-des-Millières
- Plancherine
- Sainte-Hélène-sur-Isère
- Saint-Vital
- Tournon
- Verrens-Arvey